# Portland, Saco and Portsmouth Railroad
Die Portland, Saco and Portsmouth Railroad (PSPR) ist eine ehemalige Eisenbahngesellschaft in Maine und New Hampshire (Vereinigte Staaten). Sie wurde am 14. März 1837 mit dem Ziel gegründet, die Hafen- und Werftstadt Portsmouth (New Hampshire) mit der Stadt Portland (Maine) zu verbinden. Die 83,4 Kilometer lange Bahnstrecke Portland–Portsmouth konnte am 21. November 1842 eröffnet werden.
In Portsmouth bestand Anschluss an die Strecke der Eastern Railroad nach Boston. 1843 entstand ein weiterer Anschluss nach Boston durch die Boston and Maine Railroad (B&M) in Agamenticus. Beide Gesellschaften benutzten die Strecke der PSPR mit ihren Zügen mit. Aus diesem Grund entschieden die beiden Bahnen, die PSPR gemeinschaftlich zu leasen, was mit Wirkung vom 28. April 1847 geschah. Nach Übernahme der Eastern Railroad durch die B&M im Jahre 1883 ging auch der Leasingvertrag vollständig an die B&M. 1900 kaufte die Boston&Maine schließlich die PSPR auf, die daraufhin aufgelöst wurde.
Von der Strecke der PSPR bestehen heute nur noch die Endstücke in Portland und Portsmouth sowie ein kurzes Streckenstück in Saco. Die Abschnitte in Portsmouth und Saco werden heute von den Pan Am Railways genutzt, der Abschnitt in South Portland durch die Turners Island LLC.